# Semnopithèque chrysomèle
Presbytis chrysomelas
Espèce
Statut de conservation UICN

 CR A2cd : 
En danger critique
Statut CITES
Le Semnopithèque chrysomèle (Presbytis chrysomelas) est une espèce qui fait partie des mammifères Primates, de la famille des Cercopithecidae. Ce semnopithèque est un  singe de Bornéo dont les populations sont en danger critique de disparition. La classification scientifique étant encore en évolution, certains auteurs considèrent cette espèce comme une simple sous-espèce du semnopithèque malais (Presbytis femoralis).

## Répartition

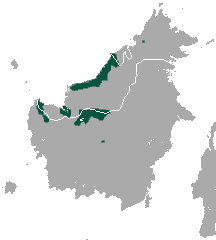
Répartition (en vert) de Presbytis chrysomelas à Bornéo

Presbytis chrysomelas est une espèce endémique de Bornéo et ne se rencontre donc que sur cette île, où les populations sont réparties entre des petites zones situées en Indonésie, Malaisie et Brunei, en Asie du Sud-Est.

## Liste des sous-espèces
Selon Mammal Species of the World (version 3, 2005)  (17 mars 2011) :
- sous-espèce Presbytis chrysomelas chrysomelas
- sous-espèce Presbytis chrysomelas cruciger